# Abell 2744 Y1
Abell 2744 Y1 — галактика в скупченні галактик Abell 2744 за 13 млрд світлових років від нас у сузір'ї Скульптор. Має діаметр 2,300 світлових років, у 50 разів менший за Чумацький Шлях, але виробляє в 10 разів більше зірок. Галактика була відкрита в липні 2014 року міжнародною командою на чолі з астрономами з Канарського інституту астрофізики (IAC) і університету Ла Лагуна (ULL) як частина програми Frontier Fields за допомогою космічних телескопів НАСА Спітцер і Хаббл.

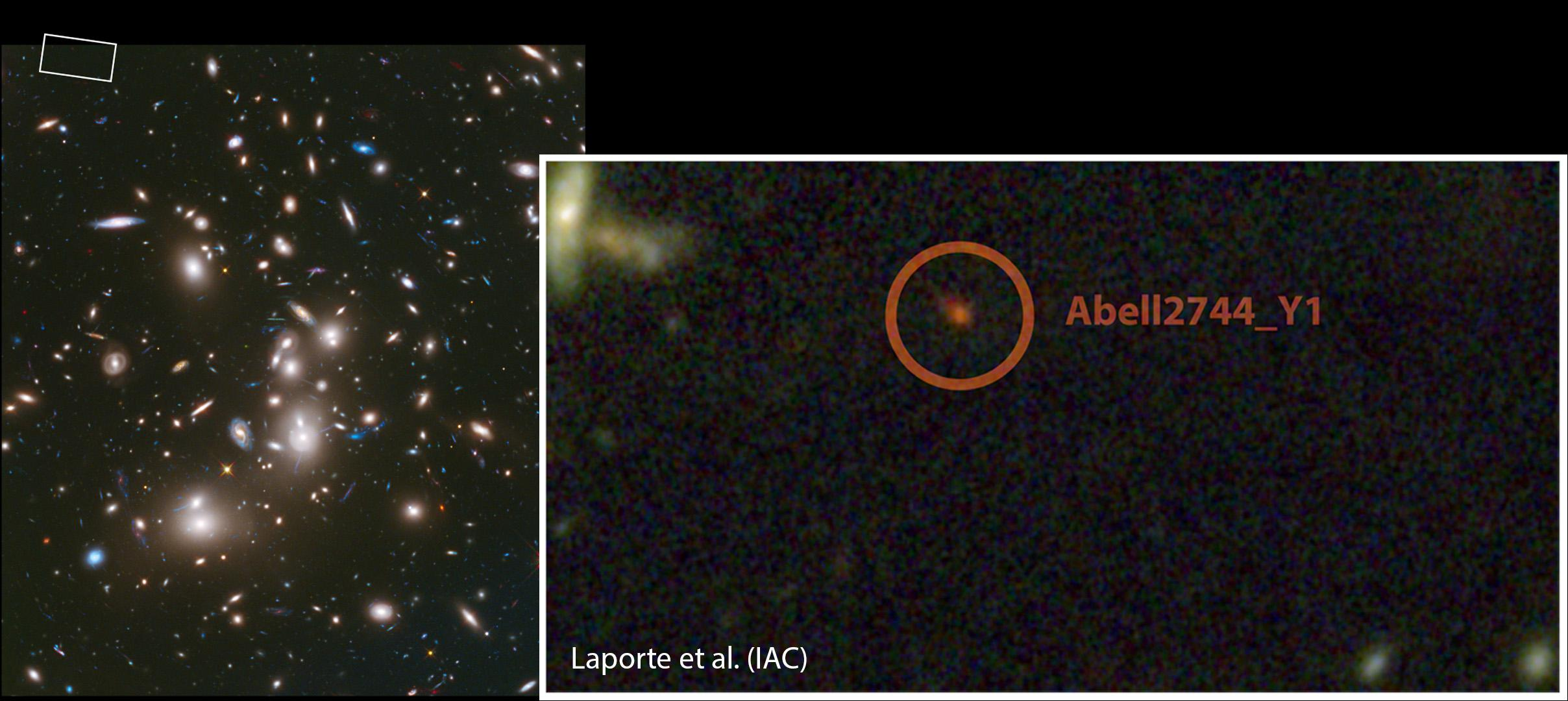
PIA17569: Hubble Frontier Field Abell 2744: зображення скупчення галактик Abell 2744 з космічного телескопу "Хаббл", зі вставкою, що показує збільшене зображення області навколо галактики Abell 2744 Y1.